# Rutger Sernander

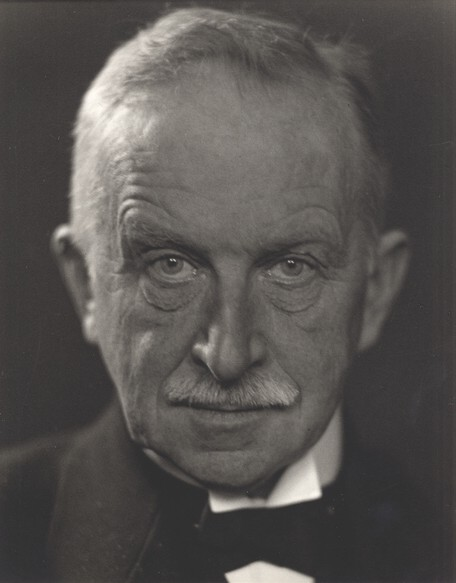
Rutger Sernander

Johan Rutger Sernander (* 2. November 1866 in der Församling Viby, Gemeinde Hallsberg; † 27. Oktober 1944 in Uppsala) war ein schwedischer Botaniker, Geologe, Archäobotaniker und mit Gustaf Lagerheim einer der Begründer der Pollenanalyse.

## Biografie
Der Sohn eines Landwirts stammte aus einem alten Pfarrersgeschlecht. Er studierte an der Universität Uppsala, wo er 1895 mit einer Arbeit über die Vegetationsgeschichte von Gotland promoviert wurde. Noch im selben Jahr wurde er zum Professor für Pflanzengeographie ernannt. Von 1908 bis zu seiner Emeritierung 1931 hatte er eine Professur für Botanik in Uppsala inne.

## Leistungen
Sernander hatte sehr weitgehende Forschungsinteressen. So hat er unter anderem über die Geographie Skandinaviens und Klimatologie der Eiszeit gearbeitet. Zudem hat er wesentliche Arbeiten zur Vegetationskunde und zum Naturschutz veröffentlicht und wurde unter anderem Gründer der Schwedischen Gesellschaft für Naturschutz im Jahre 1909.
In seinen frühen Jahren wurde er von den Theorien Axel Gudbrand Blytts beeinflusst. So wurde unter anderem die Blytt-Sernander-Sequenz nach beiden benannt. Sernander hat auch Forschungsansätze von Gustaf Lagerheim (1860–1926), Hampus von Post und Ragnar Hult aufgegriffen und weiter entwickelt. So ist die „Hult-Sernander-Schätzskala“ noch heute in Skandinavien für die Aufnahme von Vegetationsbeständen gebräuchlich. Sernander gilt als Begründer der ökologischen Forschung in Schweden. So arbeitete er unter anderem über die Ökologie und Vegetation von Sümpfen, über die Wechselbeziehungen von Ameisen und Samenpflanzen (Myrmekochorie), die Ökologie von Flechtengemeinschaften, die Symbiose von höheren Pflanzen und Prokaryoten zur Stickstofffixierung bei Pflanzen oder den Abbau von Blättern. 1910 begründete Sernander die wissenschaftliche Forschung im Urwald von Fiby und legte die Grundlage für die bis heute andauernden Untersuchung zur Sukzession in Waldgesellschaften.
Außerdem hat Sernander sich mit der Geschichte der Wissenschaft beschäftigt und schrieb unter anderem Biographien von Carl von Linné, Olof Rudbeck der Ältere, Lars Roberg, John Harleman und John Abraham Gyllenhaal (1750–1788).
Dank einer Stiftung von Frans Kempe (1847–1924) war es Sernander möglich, an der Universität Uppsala ein Institut für Pflanzenbiologie (seit 1999 Institut für Pflanzenökologie) zu etablieren. 1926 wurde er Leiter einer staatlichen Stelle für Naturschutz, die 1967 in das heute noch bestehende schwedische Naturvårdsverket übergegangen ist.
Sernander war Gründer des Botanischen Gartens Göteborg und setzte auch die Neuanlage des Botanischen Gartens in Västerås um. Bereits während seiner Studienzeit war er Berater bei der Södermanland-Nerikes Nation und später Inspektor bei dieser Institution.

## Mitgliedschaften
- Königlich Schwedische Akademie der Wissenschaften
- Königliche Gesellschaft der Wissenschaften in Uppsala
- Königliche Wissenschafts- und Gelehrsamkeitsgesellschaft in Göteborg
- Königliche Physiographische Gesellschaft in Lund
- Norwegische Akademie der Wissenschaften
- Kungliga Vitterhets Historie och Antikvitets Akademien.